# Computer Liebe
Computerliebe ist ein Lied der deutschen Band Kraftwerk, das im Mai 1981 erschien. Im gleichen Jahr erschien auch eine englischsprachige Version mit dem Titel Computer Love.

## Entstehung und Veröffentlichung
Das Lied wurde von den drei Kraftwerk-Mitgliedern Karl Bartos, Ralf Hütter und Florian Schneider-Esleben, zusammen mit dem deutschen audiovisuellen Künstler Emil Schult, geschrieben. Alle drei Kraftwerk-Mitglieder zeichneten zudem, mit Bandkollegen Wolfgang Flür, für die Produktion verantwortlich.
Die Erstveröffentlichung von Computerliebe erfolgte am 10. Mai 1981 durch das Kling-Klang-Studio, als Teil des achten Kraftwerk-Studioalbums Computerwelt (Katalognummer: 064-46 311). Am gleichen Tag erschien die englische Version Computer Love als Teil von Computer World (Katalognummer: EMC 7370), dem englischsprachigen Pendant zu Computerwelt. Im Juli 1981 erschien Computer Love, bei EMI Music im Vereinigten Königreich, als Teil der Single-Wiederveröffentlichung von The Model (Katalognummer: 5207), der englischen Version zu Das Model. Die Single erschien dabei als Doppel-A-Seite, eine eigenständige Singleveröffentlichung erfolgte nicht. Für das 1991 erschienene Remixalbum The Mix wurde das Lied neu arrangiert und neu eingespielt (Katalognummer: CDP 1C 568-7 96650 2).

## Inhalt
Das Lied erzählt die Geschichte einer Person, die versucht, über einen Computer eine romantische Liebesbeziehung einzugehen. Das Lied nimmt die gängige Nutzung von Computernetzwerken als Singlebörse vorweg, greift aber gleichermaßen auch die Vereinsamung des Menschen, der diesen bedient, auf.

## Rezeption
2025 wurde Computer Love vom Billboard auf Platz 54 der Liste der 100 besten Dance-Songs aller Zeiten gesetzt.

## Kommerzieller Erfolg

### Chartplatzierungen
In vielen Ländern wurde die Doppel-A-Seite The Model/Computer World als Wiederveröffentlichung zu The Model beziehungsweise Das Model gewertet und somit die Verkäufe zum Original hinzuaddiert. Im Vereinigten Königreich konnte es sich jedoch separat als Doppel-A-Seite platzieren und avancierte als diese zum Nummer-eins-Hit. Es war nach Rivers of Babylon und Mary’s Boy Child, beide aus dem Jahr 1978 von Boney M., der dritte Nummer-eins-Hit mit deutscher Interpretationsbeteiligung.
| ChartsChartplatzierungen     | Höchstplatzierung | Wochen |
| ---------------------------- | ----------------- | ------ |
| Vereinigtes Königreich (OCC) | 1 (21 Wo.)        | 21     |

### Auszeichnungen für Musikverkäufe
| Land/Region                  | Auszeichnungen für Musikverkäufe (Land/Region, Auszeichnung, Verkäufe) | Verkäufe |
| ---------------------------- | ---------------------------------------------------------------------- | -------- |
| Vereinigtes Königreich (BPI) | Gold                                                                   | 500.000  |
| Insgesamt                    | 1× Gold ·                                                              | 500.000  |

## Coverversionen und Adaptionen
Die Melodie von Computer Love wurde später in Coldplays Talk aus ihrem dritten Studioalbum X&Y (2005) gesampelt. Vor der Veröffentlichung bat Leadsänger Chris Martin Kraftwerk um Zustimmung. In einem Artikel des Magazins Q aus dem Jahr 2007 erinnerte sich Martin auch an den Prozess, in dem er um die Erlaubnis zur Verwendung der Melodie bat: Er schickte einen Brief über die Anwälte der jeweiligen Parteien und erhielt einige Wochen später einen Umschlag mit einer handschriftlichen Antwort, in der einfach „Ja“ stand.